# Феблес, Фроилана
Фроилана Феблес Ривера (исп. Froilana Febles Rivera; 1814, Эль-Сейбо — 29 июля 1888) — борец за независимость Доминиканской Республики. Она изготавливала патроны для солдат, которые впоследствии участвовали в разгроме гаитянских сил в первых сражениях Доминиканской войны за независимость. Феблес пожертвовала своей одеждой и имуществом, чтобы приобрести первые корабли, призванные сформировать национальный флот, отвечавший за оборону доминиканского побережья в 1844 году.

## Семья
Фроилана Феблес Ривера родилась в Эль-Сейбо в 1814 году. Она была законной дочерью, как и три других её брата, Мигеля Феблеса Вальенильи, героя испанского завоевания Санто-Доминго. Её отец отличился храбростью в битве при Пало-Хинкадо. Впоследствии он ушёл в отставку с военной службы и умер в Эль-Сейбо 12 декабря 1824 года. Её мать, Микаэла Антония Ривера де Сото, была владелицей обширных земель.
В 1828 году мать Фроиланы вышла замуж за Педро Сантану, будущего первого президента Доминиканской Республики, но детей у них не было. Фроилана и её мать занимались изготовлением патронов для сейбанских солдат, ставших потом частью армии, разгромившей гаитянские силы в первых сражениях Доминиканской войны за независимость, и служили связующим звеном для своих мужей — Педро и Рамона Сантаны, когда те скрывались, готовя освободительное восстание в восточном регионе. Флориана, как и её мать, пожертвовала свою одежду и имущество для покупки первых кораблей, которые призваны были сформировать национальный флот, отвечавший за оборону доминиканских берегов в 1844 году.
21 сентября 1829 года в своём родном городе Фроилана Феблес вышла замуж за Рамона Сантану, брата-близнеца Педро Сантаны, от которого у неё родились семеро детей: Мануэль (род. 1833), Мария Франсиска (род. 1840), выданная замуж 13 января 1851 года за героя генерала Дельграсию Линареса, Рафаэль (род.1836), Эстебания (род. 1835), Петронила (род. 1837), Агустин (род. 1839) и Мария де Хесус Сантана Феблес (род. 1842). Только Мануэль, Мария Франсиска и Рафаэль сумели дожить до совершеннолетия. Оставшись вдовой после смерти генерала Рамона Сантаны 15 июня 1844 года, 19 января 1851 года в Эль-Сейбо Фроилана Феблес вышла замуж во второй раз — за Рамона Переса Альмансара. В этом браке родились четверо детей: Никанор, который хотя и не был военным и политиком, занимал несколько важных должностей, как и Педро, который был государственным секретарем и губернатором восточных провинций, Педро Алехандрино и Элоиса, вышедшая замуж за генерала Хулиана Соррилью.
Из-за своей оппозиции шестилетней диктатуре Баеса Фроилана Феблес была изгнана из Доминиканской Республики и проживала в Пуэрто-Рико. Там она овладела некоторыми знаниями в области медицины и фармацевтики, а, вернувшись на родину, занималась продажей лекарств в Эль-Сейбо и работала врачом. Она умерла в своем родном городе 29 июля 1888 года и была похоронена под сводами приходской церкви.